# Friedrich Gnaß
Friedrich Gnaß, född 13 november 1892 i Bochum, död 8 maj 1958 i Östberlin, var en tysk skådespelare. Gnaß medverkade under åren 1929–1958 i ett 60-tal filmer. Under 1950-talet spelade han i filmer för det östtyska bolaget Deutsche Film AG (DEFA).

## Filmografi, urval
- 1929 – På andra sidan gatan
- 1929 – Mamma Krause far till lyckans land
- 1931 – Danton
- 1931 – Leve friheten!
- 1931 – M
- 1931 – Kamratskap
- 1932 – Rasputins kärleksäventyr
- 1932 – Dag ut och natt in
- 1932 – F.P.1 svarar ej
- 1933 – Det ljusnar
- 1933 – Med levande last ombord
- 1933 – Flyktingar
- 1935 – Vän eller fiende
- 1938 – Mysteriet L-B-17
- 1938 – Lille Don Juan
- 1938 – Gummi
- 1938 – Pour le Mérite
- 1939 – Legion Condor
- 1947 – Wozzeck
- 1949 – En kvinnas offer
- 1951 – Undersåten
- 1954 – Ernst Thälmann - Sohn seiner Klasse
- 1957 – Herr Puntila und sein knecht Matti (TV-film)
- 1957 – Flykten från Algeriet